# Uncorbinia
Uncorbinia is een geslacht van borstelwormen uit de familie van de Orbiniidae.

## Soorten
- Uncorbinia brevibranchiata Hartmann-Schröder, 1979